# Tubulideres seminoli
Genre
Espèce
Tubulideres seminoli est  une espèce de Kinorhynches, la seule du genre  Tubulideres.

## Distribution
Elle a été découverte à Fort Pierce en Floride.

## Publication originale
- Sørensen, Heiner, Ziemer & Neuhaus, 2007 : Tubulideres seminoli gen. et sp. nov. and Zelinkaderes brightae sp. nov. (Kinorhyncha, Cyclorhagida) from Florida. Helgoland Marine Research, vol. 61, n. 4, p. 247-265.